# Erich Vellmer
Erich Vellmer (* 24. Januar 1910 in Hoheneiche; † 19. November 1990 in Kassel) war ein deutscher evangelischer Theologe und Bischof.

## Leben und Wirken
Vellmer wurde im Kreis Eschwege geboren, besuchte ein Gymnasium in Eschwege, studierte Evangelische Theologie in Göttingen und Marburg (Examen 1934 und 1936) und war 1936 Pfarrer in Kassel-Unterneustadt, ab 1937 in Solz (Bebra) (im Kreis Rotenburg an der Fulda) und von 1955 bis 1957 in Kassel-Wilhelmshöhe. Während des Zweiten Weltkrieges war er als Pfarrer an der Ostfront. Er gehörte der Bekennenden Kirche an. Seit 1957 als Prälat Stellvertreter (Geistlicher Vertreter) des Bischofs, wurde er 1963 zum Landesbischof der Evangelischen Kirche von Kurhessen-Waldeck gewählt. Er hatte dieses Amt bis 1978 inne.
Vellmer war verheiratet mit Elisabeth Vellmer, geborene Hartmann, lebte in Kassel-Wilhelmshöhe und hatte zwei Töchter (Lenore und Irene).

## Ehrungen
- 1964: Ehrendoktor der Universität Marburg
- 1973: Großes Verdienstkreuz der Bundesrepublik Deutschland[1]
- 1978: Großes Verdienstkreuz mit Stern der Bundesrepublik Deutschland[2]

## Veröffentlichungen
- Gedenken an Rudolf Bultmann, mit Beiträgen von Rudolf Zingel, Erich Vellmer, Karl Rahner, Erich Dinkler und Hans Jonas; Otto Kaiser (Hrsg.) Kaiser, 1977
- Freiheit von den Zwängen, Predigten, 1968